# Федьковская (Шенкурский район)
Федьковская — деревня в Шенкурском районе Архангельской области. Входит в состав муниципального образования «Шеговарское».

## География
Деревня расположена в южной части Архангельской области, в таёжной зоне, в пределах северной части Русской равнины, в 28 километрах на север от города Шенкурска, на левом берегу реки Ледь, притока Вага. Ближайшие населённые пункты: на юге, на противоположном берегу реки, деревня Одинцовская.
Часовой пояс
Федьковская, как и вся Архангельская область, находится в часовой зоне МСК (московское время). Смещение применяемого времени относительно UTC составляет +3:00.

## Население
| 2002 | 2010 | 2012 |
| ---- | ---- | ---- |
| 14   | ↘12  | ↘7   |

## История
В 1879 году в деревне была построена часовня в честь Знамения Божией Матери. Часовня была приписана к Ямскогорскому приходу..
Указана в «Списке населённых мест Архангельской губернии к 1905 году» как деревня Федьковское (Истомина). Насчитывала 16 дворов, 66 мужчин и 77 женщин. В административном отношении деревня входила в состав Ямскогорского сельского общества Ямскогорской волости (образовалась 1 января 1889 года путём выделения из Предтеченской волости) Шенкурского уезда.
На 1 мая 1922 года в поселении 27 дворов, 59 мужчин и 66 женщин.
В 2004 году деревня вошла в состав Ямскогорского сельского поселения. 2 июля 2012 года деревня Федьковская вошла в состав Шеговарского сельского поселения в результате объединения муниципальных образований «Шеговарское» и «Ямскогорское».